# Adaloald
Adaloald také Adalwald či Adulubaldus (602 Monza – 626 Ravenna) byl v letech 615–626 králem Langobardů.

## Životopis
Adaloald se narodil v roce 602 jako syn krále Agilulfa a královny Theodelindy. Následující rok byl pokřtěn Secundem z Trentu jako katolík, což představovalo jasné distancování od tehdy převážně ariánského vyznání Langobardů. V červenci 604 se milánském cirku na základě veřejné aklamace stal podle římských tradic spoluvládcem. Na této oslavě král Agilulf zařídil zasnoubení Adaloalda s dcerou Theudeberta II., krále Franků. Když jeho otec v roce 616 zemřel, byl Adaloald ještě nezletilý a tak jeho matka Theodelinda převzala nad královstvím Langobardů regentství. Během regentství se královna marně snažila přimět Langobardy, aby se od ariánství přiklonili ke katolicismu. Během Adaloaldovy vlády byly opraveny kostely a „ctihodná místa“ byly obdarována hmotnými statky a penězi. I přesto, že byl Adaloald katolického vyznání, byl ohleduplný k ariánskému vyznání, kterému se přikláněla většina Langobardů. Vizigótský král Sisebut ho v dopise varoval, aby proti ariánským kacířům jednal s větší horlivostí.
Brzy po Adaloaldově vládě vedl exarcha Eleutherius neúspěšnou válku proti Langobardům pod vedením jejich generála Sundraria, která skončila porážkou Eleutheria a pro Byzantskou říši slib tributu pro Langobardy.
Řehoř z Tours ve svém díle Historia Francorum zmiňuje, že Adaloald v roce 624 vykazoval známky duševní choroby, ale události po roce 624 ostatní zdroje popisují značně protichudně. Proti Adaloaldovi a politice jeho matky Theodelindy se patrně zvedl odpor langobardské šlechty, která v roce 626 na trůn dosadila Adaloaldova švagra Arioalda, vévody z Turína. Adaloald byl svržen a patrně otráven.